# Diplurodes nebridota
Diplurodes nebridota är en fjärilsart som beskrevs av Turner 1904. Diplurodes nebridota ingår i släktet Diplurodes och familjen mätare. Inga underarter finns listade i Catalogue of Life.